# Jadwiga Sobieska-Karpińska
Jadwiga Sobieska-Karpińska – polska ekonomistka, dr hab. nauk ekonomicznych, profesor nadzwyczajny Instytutu Informatyki Ekonomicznej Wydziału Zarządzania, Informatyki i Finansów Uniwersytetu Ekonomicznego we Wrocławiu i Zakładu Nauk Ekonomicznych Wydziału Nauk Technicznych i Ekonomicznych Państwowej Wyższej Szkoły Zawodowej im. Witelona w Legnicy.

## Życiorys
Obroniła pracę doktorską, w 1989 habilitowała się na podstawie dorobku naukowego i pracy zatytułowanej Programowanie rozwoju usług teleinformatycznych. Objęła funkcję profesora nadzwyczajnego w Instytucie Informatyki Ekonomicznej na Wydziale Zarządzania, Informatyki i Finansów Uniwersytetu Ekonomicznego we Wrocławiu i w Zakładzie Nauk Ekonomicznych na Wydziale Nauk Technicznych i Ekonomicznych w Państwowej Wyższej Szkole Zawodowej im. Witelona w Legnicy. Od roku 1993 wypromowała 4 doktorów.
Była dziekanem w Społecznej Akademii Nauk na Wydziale Zamiejscowym w Ostrowie Wielkopolskim.

## Publikacje
- 2005: Spirala wiedzy w organizacji wymiany wiedzy dla małych i średnich przedsiębiorstw[1]
- 2008: Rozwiązywanie konfliktów w systemach rozproszonych za pomocą Consensusu[1]
- 2008: Zarys nowych tendencji w zarządzaniu organizacjami w systemach informatycznych klasy Manufacturing Execution Systems[1]
- 2009: Konsekwencje rozwoju serwisów społecznościowych dla procesów komunikacji marketingowej w sektorze MŚP'[1]
- 2009: Consensus Methods in Multiagent Decision Support System in Small And Medium Enterprises[1]